# Baade (cràter)
Baade és un cràter d'impacte localitzat pròxim a l'extrem sud-oest de la cara visible de la Lluna, al sud-oest de l'enorme conca d'impacte anomenada Mare Orientale. L'àrea est del cràter forma la unió entre la vallis Bouvard, de 280 km de llarg, amb la més estreta vallis Baade, de 160 km de llarg, al sud-sud-est. Tots dos vallis discorren radialment des del punt d'impacte que va formar la Mare Orientale, localitzada cap al nord.

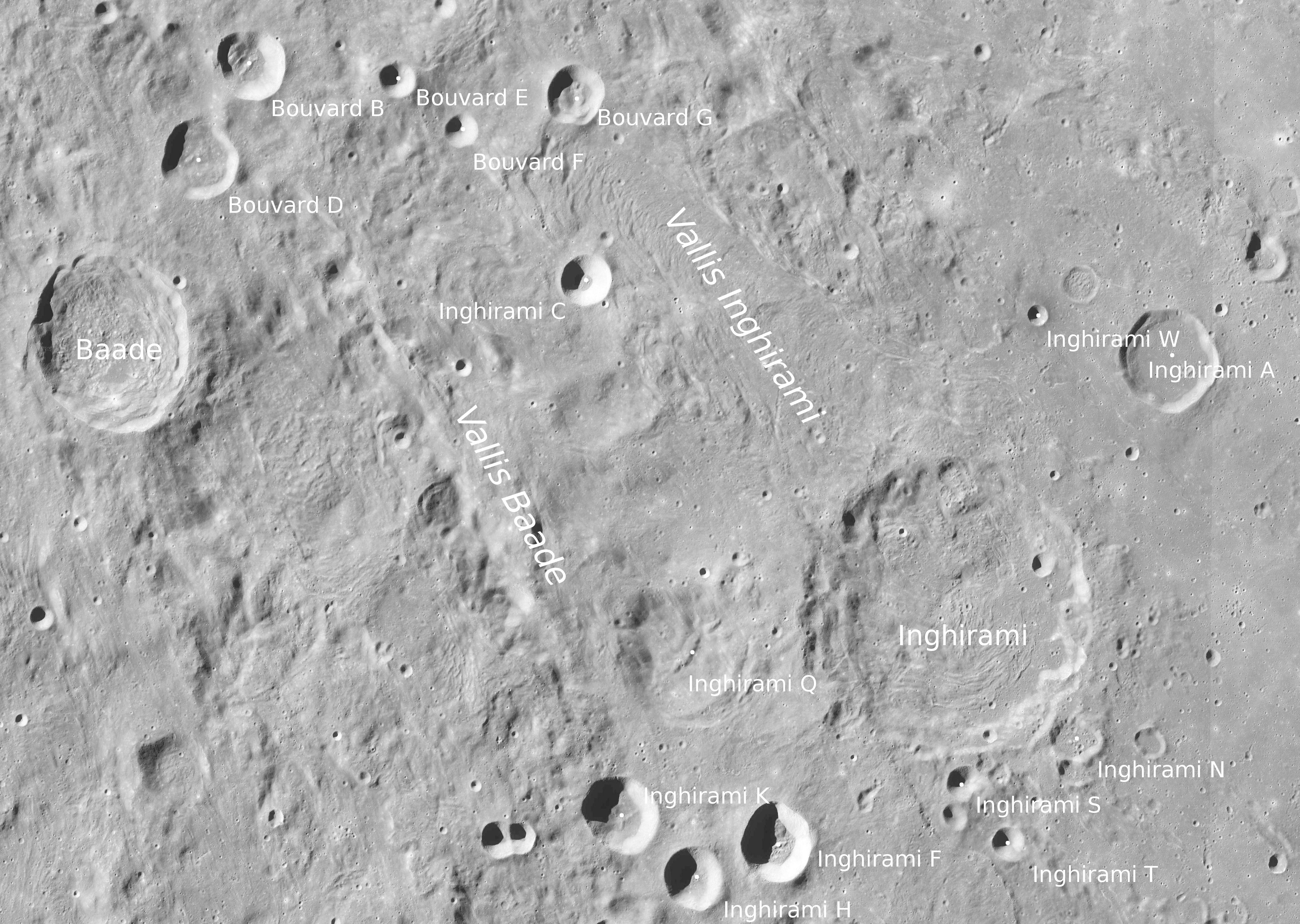
Localització de Baade (centre de la meitat superior de la vora esquerra de la imatge)

La paret exterior del crater Baade té una vora esmolada, escassament erosionada. La vora és generalment circular, amb algunes terrasses cap a l'interior. L'interior és irregular, amb forma de bol, no posseeix un pic central, ni està marcat per cràters de consideració al seu interior.